# Износков, Александр Александрович
Александр Александрович Износков (1844, Вятская губерния — 1911, Санкт-Петербург) — русский горный инженер, предприниматель, выдающийся изобретатель горного дела.

## Биография
Родился 12 (24) июня 1844 года в дворянской семье Александра Егоровича Износкова (1808 — после 1850), в Вятской губернии. Род был внесён в 3-ю часть дворянской родословной книги Казанской губернии по определению Казанского дворянского депутатского собрания от 11 июля 1830 года и утверждён указом Герольдии от 13 июня 1852 года.
В 1864 году окончил Институт корпуса горных инженеров в Санкт-Петербурге. В 1864—1866 годах работал на Златоустовских заводах.
Изучал в Бельгии и Швеции новейшие технологии сталелитейного дела. Молодым инженером, был приглашён греческим купцом, принявшим российское подданство, Дмитрием Егоровичем Бенардаки, на его Сормовский завод близ Нижнего Новгорода, где и построил первую в России мартеновскую печь весом в 2,5 тонны, запущенную 16 марта 1870 года. Печь была предназначена для переработки передельного чугуна и лома в сталь нужного химического состава и качества. Позднее мартеновский способ производства литой стали в варианте Износкова был внедрён на Воткинском, Путиловском, Пермском и других заводах России. Когда в мае 1870 года на выставке в Петербурге выставили образцы стали, выплавленные в первой Российской мартеновской печи, личный вклад владельца Сормовских заводов Д. Е. Бенардаки и инженера А. А. Износкова оценили по достоинству, наградив их государственной наградой — бронзовой медалью «За внедрение литья стали по способу Сименса — Мартена».
В 1874 году построил мартеновскую печь на Путиловском заводе по личному приглашению Путилова.
В 1878 по контракту с Горным департаментом Износков создал комиссионерскую фирму для продажи изделий уральских казенных горных заводов: контракт на продажу готовой продукции и поиск заказов для Воткинских и Пермских, Златоустовских и Луганских заводов.
С 1882 года стал комиссионером всех российских казенных горных заводов; в 1883 году имел чин статского советника. Автор изобретений в производстве стальных артиллерийских снарядов, работал на Пермских пушечных заводах. В 1887 году учредил Санкт-Петербургское Общество горных инженеров.
В 1887 году был награждён орденом Святого Владимира 4-й степени. С 1901 года — председатель правления Русского товарищества торговли металлами «Износков, Зуккау и К».
Был женат, имел дочерей Марию и Екатерину и сыновей Николая и Георгия.
В 1911 году дела Товарищества, по-видимому, пришли в упадок, и даже, как счёл Износков, оно обанкротилось. И 12 (25) февраля 1911 года он застрелился в Санкт-Петербурге. Однако, по версии официального некролога и кладбищенским записям, он умер от сердечного приступа (паралича сердца). Отпевали его в Исаакиевском соборе; похоронен был на Смоленском православном кладбище в Санкт-Петербурге. Его могила внесена в перечень охраняемых государством надгробий.